# 24 Heures du Mans 2003
Navigation
Édition précédente Édition suivante
Les 24 Heures du Mans 2003 sont la 71e édition de l'épreuve et se déroulent les 14 et 15 juin 2003 sur le circuit des 24 Heures.

## Nombre de pilotes qualifiés pour la course
150 pilotes se qualifient pour cette soixante-et-onzième édition des 24 Heures du Mans mais trois d'entre eux ne seront pas au départ de la course à la suite du retrait d'une voiture. La pilote belge Vanina Ickx, qui participe pour la deuxième fois à l'épreuve mancelle, sera la seule femme du plateau.
| 41 Français    | 24 Britanniques | 18 Américains | 9 Allemands     | 9 Japonais   |
| 7 Italiens     | 7 Néerlandais   | 5 Belges      | 5 Canadiens     | 5 Suisses    |
| 4 Danois       | 2 Finlandais    | 2 Suédois     | 1 Australien    | 1 Autrichien |
| 1 Bolivien     | 1 Brésilien     | 1 Monégasque  | 1 Néo-Zélandais | 1 Portugais  |
| 1 Sud-Africain | 1 Tchèque       |               |                 |              |

## Déroulement de la course

### Classements intermédiaires
| Pos. | Après la 1re heure | Après la 1re heure                                                  | Après 6 heures | Après 6 heures                                                      | Après 12 heures | Après 12 heures                                                     | Après 18 heures | Après 18 heures                                                     |
| Pos. | n°                 | Voiture / Pilotes                                                   | n°             | Voiture / Pilotes                                                   | n°              | Voiture / Pilotes                                                   | n°              | Voiture / Pilotes                                                   |
| ---- | ------------------ | ------------------------------------------------------------------- | -------------- | ------------------------------------------------------------------- | --------------- | ------------------------------------------------------------------- | --------------- | ------------------------------------------------------------------- |
| 1    | 7                  | Team Bentley Bentley Speed 8 (LMGTP) Capello - Kristensen - Smith   | 7              | Team Bentley Bentley Speed 8 (LMGTP) Capello - Kristensen - Smith   | 7               | Team Bentley Bentley Speed 8 (LMGTP) Capello - Kristensen - Smith   | 7               | Team Bentley Bentley Speed 8 (LMGTP) Capello - Kristensen - Smith   |
| 2    | 8                  | Team Bentley Bentley Speed 8 (LMGTP) Blundell - Brabham - Herbert   | 8              | Team Bentley Bentley Speed 8 (LMGTP) Blundell - Brabham - Herbert   | 8               | Team Bentley Bentley Speed 8 (LMGTP) Blundell - Brabham - Herbert   | 8               | Team Bentley Bentley Speed 8 (LMGTP) Blundell - Brabham - Herbert   |
| 3    | 5                  | Audi Sport Japan Team Goh Audi R8 (LMP900) Ara - Magnussen - Werner | 6              | Champion Racing Audi R8 (LMP900) Lehto - Pirro - Johansson          | 6               | Champion Racing Audi R8 (LMP900) Lehto - Pirro - Johansson          | 6               | Champion Racing Audi R8 (LMP900) Lehto - Pirro - Johansson          |
| 4    | 6                  | Champion Racing Audi R8 (LMP900) Lehto - Pirro - Johansson          | 5              | Audi Sport Japan Team Goh Audi R8 (LMP900) Ara - Magnussen - Werner | 5               | Audi Sport Japan Team Goh Audi R8 (LMP900) Ara - Magnussen - Werner | 5               | Audi Sport Japan Team Goh Audi R8 (LMP900) Ara - Magnussen - Werner |
| 5    | 10                 | Audi Sport UK Audi R8 (LMP900) Biela - McCarthy - Salo              | 15             | Racing for Holland Dome S101 (LMP900) Lammers - Bosch - Wallace     | 15              | Racing for Holland Dome S101 (LMP900) Lammers - Bosch - Wallace     | 15              | Racing for Holland Dome S101 (LMP900) Lammers - Bosch - Wallace     |

### Classement final de la course

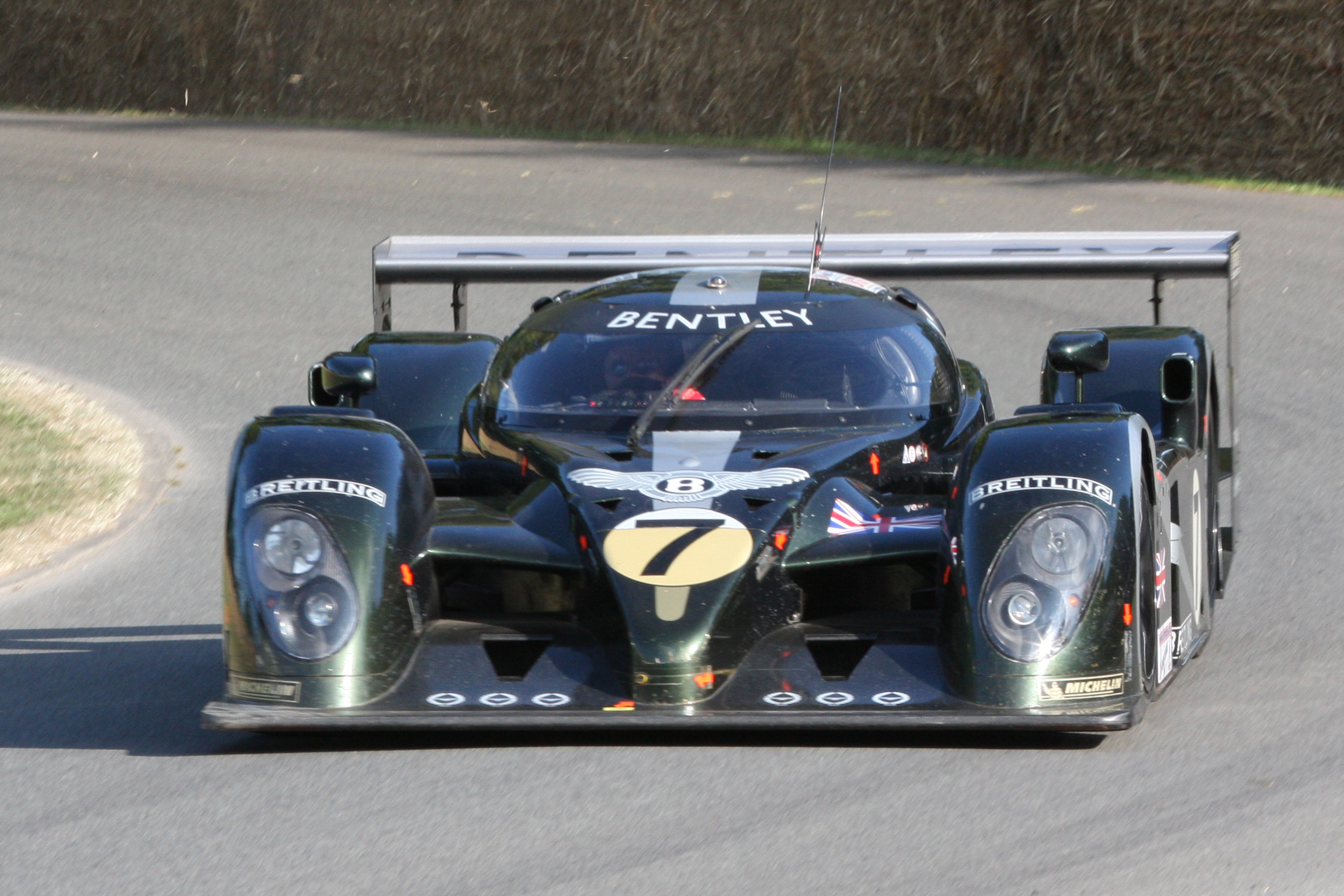
La Bentley Speed 8, victorieuse de l'édition 2003.

Voici le classement officiel au terme des 24 heures de course.
- Les vainqueurs de chaque catégorie sont signalés par un fond jauni.
- Pour la colonne Pneus, il faut passer le curseur au-dessus du modèle pour connaître le manufacturier de pneumatiques.

| Pos.  | Catégorie | no | Concurrent (Écurie si différent du concurrent) | Pilotes                                                   | Châssis                                 | Pneus | Tours |
| Pos.  | Catégorie | no | Concurrent (Écurie si différent du concurrent) | Pilotes                                                   | Moteur                                  | Pneus | Tours |
| ----- | --------- | -- | ---------------------------------------------- | --------------------------------------------------------- | --------------------------------------- | ----- | ----- |
| 1     | LMGTP     | 7  | Team Bentley                                   | Rinaldo Capello Tom Kristensen Guy Smith                  | Bentley Speed 8                         | M     | 377   |
| 1     | LMGTP     | 7  | Team Bentley                                   | Rinaldo Capello Tom Kristensen Guy Smith                  | Bentley 4.0L Turbo V8                   | M     | 377   |
| 2     | LMGTP     | 8  | Team Bentley                                   | Mark Blundell David Brabham Johnny Herbert                | Bentley Speed 8                         | M     | 375   |
| 2     | LMGTP     | 8  | Team Bentley                                   | Mark Blundell David Brabham Johnny Herbert                | Bentley 4.0L Turbo V8                   | M     | 375   |
| 3     | LMP900    | 6  | Champion Racing                                | JJ Lehto Emanuele Pirro Stefan Johansson                  | Audi R8                                 | M     | 372   |
| 3     | LMP900    | 6  | Champion Racing                                | JJ Lehto Emanuele Pirro Stefan Johansson                  | Audi 3.6L Turbo V8                      | M     | 372   |
| 4     | LMP900    | 5  | Audi Sport Japan Team Goh                      | Seiji Ara Jan Magnussen Marco Werner                      | Audi R8                                 | M     | 370   |
| 4     | LMP900    | 5  | Audi Sport Japan Team Goh                      | Seiji Ara Jan Magnussen Marco Werner                      | Audi 3.6L Turbo V8                      | M     | 370   |
| 5     | LMP900    | 11 | Panoz                                          | Olivier Beretta Gunnar Jeannette Max Papis                | Panoz LMP01                             | M     | 360   |
| 5     | LMP900    | 11 | Panoz                                          | Olivier Beretta Gunnar Jeannette Max Papis                | Élan 6L8 6.0L V8                        | M     | 360   |
| 6     | LMP900    | 15 | Racing for Holland                             | Jan Lammers John Bosch Andy Wallace                       | Dome S101                               | M     | 360   |
| 6     | LMP900    | 15 | Racing for Holland                             | Jan Lammers John Bosch Andy Wallace                       | Judd GV4 4.0L V10                       | M     | 360   |
| 7     | LMP900    | 13 | Courage Compétition                            | Jonathan Cochet Stéphan Grégoire Jean-Marc Gounon         | Courage C60                             | M     | 360   |
| 7     | LMP900    | 13 | Courage Compétition                            | Jonathan Cochet Stéphan Grégoire Jean-Marc Gounon         | Judd GV4 4.0L V10                       | M     | 360   |
| 8     | LMP900    | 17 | Pescarolo Sport                                | Jean-Christophe Boullion Franck Lagorce Stéphane Sarrazin | Courage C60                             | M     | 356   |
| 8     | LMP900    | 17 | Pescarolo Sport                                | Jean-Christophe Boullion Franck Lagorce Stéphane Sarrazin | Peugeot 3.2L Turbo V6                   | M     | 356   |
| 9     | LMP900    | 18 | Pescarolo Sport                                | Éric Hélary Nicolas Minassian Soheil Ayari                | Courage C60                             | M     | 352   |
| 9     | LMP900    | 18 | Pescarolo Sport                                | Éric Hélary Nicolas Minassian Soheil Ayari                | Peugeot 3.2L Turbo V6                   | M     | 352   |
| 10    | GTS       | 88 | Veloqx Prodrive Racing                         | Tomáš Enge Peter Kox Jamie Davies                         | Ferrari 550 GTS Maranello               | M     | 336   |
| 10    | GTS       | 88 | Veloqx Prodrive Racing                         | Tomáš Enge Peter Kox Jamie Davies                         | Ferrari F133 5.9L V12                   | M     | 336   |
| 11    | GTS       | 50 | Corvette Racing                                | Oliver Gavin Kelly Collins Andy Pilgrim                   | Chevrolet Corvette C5-R                 | G     | 326   |
| 11    | GTS       | 50 | Corvette Racing                                | Oliver Gavin Kelly Collins Andy Pilgrim                   | Chevrolet 7.0L V8                       | G     | 326   |
| 12    | GTS       | 53 | Corvette Racing                                | Ron Fellows Johnny O'Connell Franck Fréon                 | Chevrolet Corvette C5-R                 | G     | 326   |
| 12    | GTS       | 53 | Corvette Racing                                | Ron Fellows Johnny O'Connell Franck Fréon                 | Chevrolet 7.0L V8                       | G     | 326   |
| 13    | LMP900    | 9  | Kondo Racing                                   | Masahiko Kondo Ukyo Katayama Ryo Fukuda                   | Dome S101                               | Y     | 322   |
| 13    | LMP900    | 9  | Kondo Racing                                   | Masahiko Kondo Ukyo Katayama Ryo Fukuda                   | Mugen MF408S 4.0L V8                    | Y     | 322   |
| 14    | GT        | 93 | Alex Job Racing Petersen Motorsports           | Sascha Maassen Emmanuel Collard Lucas Luhr                | Porsche 911 GT3 RS (996)                | M     | 320   |
| 14    | GT        | 93 | Alex Job Racing Petersen Motorsports           | Sascha Maassen Emmanuel Collard Lucas Luhr                | Porsche 3.6L Flat-6                     | M     | 320   |
| 15    | LMP675    | 29 | Noël del Bello Racing                          | Jean-Luc Maury-Laribière Christophe Pillon Didier André   | Reynard 2KQ-LM                          | M     | 319   |
| 15    | LMP675    | 29 | Noël del Bello Racing                          | Jean-Luc Maury-Laribière Christophe Pillon Didier André   | Volkswagen HPT16 2.0L Turbo I4          | M     | 319   |
| 16    | GTS       | 86 | Larbre Compétition                             | Patrice Goueslard Christophe Bouchut Steve Zacchia        | Chrysler Viper GTS-R                    | M     | 317   |
| 16    | GTS       | 86 | Larbre Compétition                             | Patrice Goueslard Christophe Bouchut Steve Zacchia        | Chrysler 8.0L V10                       | M     | 317   |
| 17    | GT        | 87 | Orbit Racing                                   | Leo Hindery, Jr. Peter Baron Marc Lieb                    | Porsche 911 GT3 RS (996)                | M     | 314   |
| 17    | GT        | 87 | Orbit Racing                                   | Leo Hindery, Jr. Peter Baron Marc Lieb                    | Porsche 3.6L Flat-6                     | M     | 314   |
| 18    | GT        | 75 | Thierry Perrier Perspective Racing             | Michel Neugarten Nigel Smith Ian Khan (en)                | Porsche 911 GT3 RS (996)                | P     | 305   |
| 18    | GT        | 75 | Thierry Perrier Perspective Racing             | Michel Neugarten Nigel Smith Ian Khan (en)                | Porsche 3.6L Flat-6                     | P     | 305   |
| 19    | GT        | 77 | Team Taisan Advan                              | Atsushi Yogō (de) Akira Iida Kazuyoshi Nishizawa          | Porsche 911 GT3 RS (996)                | Y     | 304   |
| 19    | GT        | 77 | Team Taisan Advan                              | Atsushi Yogō (de) Akira Iida Kazuyoshi Nishizawa          | Porsche 3.6L Flat-6                     | Y     | 304   |
| 20    | GT        | 81 | Kevin Buckler The Racer's Group                | Kevin Buckler Timo Bernhard Jörg Bergmeister              | Porsche 911 GT3 RS (996)                | M     | 304   |
| 20    | GT        | 81 | Kevin Buckler The Racer's Group                | Kevin Buckler Timo Bernhard Jörg Bergmeister              | Porsche 3.6L Flat-6                     | M     | 304   |
| 21    | GTS       | 72 | Luc Alphand Aventures                          | Luc Alphand Jérôme Policand Frédéric Dor                  | Ferrari 550 GTS Maranello               | M     | 298   |
| 21    | GTS       | 72 | Luc Alphand Aventures                          | Luc Alphand Jérôme Policand Frédéric Dor                  | Ferrari F133 6.0L V12                   | M     | 298   |
| 22    | LMP675    | 26 | RN Motorsport Ltd.                             | John Nielsen Hayanari Shimoda Casper Elgaard              | DBA4 03S                                | D     | 288   |
| 22    | LMP675    | 26 | RN Motorsport Ltd.                             | John Nielsen Hayanari Shimoda Casper Elgaard              | Zytek ZG348 3.4L V8                     | D     | 288   |
| 23    | GT        | 78 | PK Sport Ltd.                                  | Robin Liddell David Warnock (de) Piers Masarati           | Porsche 911 GT3 RS (996)                | P     | 285   |
| 23    | GT        | 78 | PK Sport Ltd.                                  | Robin Liddell David Warnock (de) Piers Masarati           | Porsche 3.6L Flat-6                     | P     | 285   |
| 24    | LMP900    | 19 | Automotive Durango Srl                         | Sylvain Boulay Michele Rugolo Jean-Bernard Bouvet         | Durango LMP1                            | D     | 277   |
| 24    | LMP900    | 19 | Automotive Durango Srl                         | Sylvain Boulay Michele Rugolo Jean-Bernard Bouvet         | Judd GV4 4.0L V10                       | D     | 277   |
| 25    | GT        | 70 | JMB Racing                                     | David Terrien Fabrizio de Simone (en) Fabio Babini        | Ferrari 360 Modena GT                   | P     | 273   |
| 25    | GT        | 70 | JMB Racing                                     | David Terrien Fabrizio de Simone (en) Fabio Babini        | Ferrari F131 3.6L V8                    | P     | 273   |
| 26    | GT        | 94 | Risi Competizione                              | Anthony Lazzaro Ralf Kelleners Terry Borcheller           | Ferrari 360 Modena GT                   | M     | 269   |
| 26    | GT        | 94 | Risi Competizione                              | Anthony Lazzaro Ralf Kelleners Terry Borcheller           | Ferrari F131 3.6L V8                    | M     | 269   |
| 27    | GT        | 84 | T2M Motorsport                                 | Vanina Ickx Roland Bervillé Patrick Bourdais              | Porsche 911 GT3 RS (996)                | M     | 264   |
| 27    | GT        | 84 | T2M Motorsport                                 | Vanina Ickx Roland Bervillé Patrick Bourdais              | Porsche 3.6L Flat-6                     | M     | 264   |
| N. c. | LMP675    | 24 | Rachel Welter                                  | Yojiro Terada Olivier Porta (pl) Gavin Pickering (de)     | WR LMP01                                | M     | 235   |
| N. c. | LMP675    | 24 | Rachel Welter                                  | Yojiro Terada Olivier Porta (pl) Gavin Pickering (de)     | Peugeot 2.0L Turbo I4                   | M     | 235   |
| N. c. | GT        | 85 | ST Team Orange Spyker                          | Norman Simon Tom Coronel Hans Hugenholtz                  | Spyker C8 Double-12R                    | D     | 229   |
| N. c. | GT        | 85 | ST Team Orange Spyker                          | Norman Simon Tom Coronel Hans Hugenholtz                  | Audi 4.0L V8                            | D     | 229   |
| N. c. | GTS       | 64 | Graham Nash Motorsport Ray Mallock Ltd.        | Pedro Chaves Thomas Erdos Mike Newton                     | Saleen S7-R                             | D     | 292   |
| N. c. | GTS       | 64 | Graham Nash Motorsport Ray Mallock Ltd.        | Pedro Chaves Thomas Erdos Mike Newton                     | Ford 7.0L V8                            | D     | 292   |
| Abd.  | LMP900    | 16 | Racing for Holland                             | Felipe Ortiz (de) Beppe Gabbiani Tristan Gommendy         | Dome S101                               | M     | 316   |
| Abd.  | LMP900    | 16 | Racing for Holland                             | Felipe Ortiz (de) Beppe Gabbiani Tristan Gommendy         | Judd GV4 4.0L V10                       | M     | 316   |
| Abd.  | LMP900    | 12 | Panoz Motor Sports                             | Benjamin Leuenberger David Saelens Scott Maxwell          | Panoz LMP01                             | M     | 233   |
| Abd.  | LMP900    | 12 | Panoz Motor Sports                             | Benjamin Leuenberger David Saelens Scott Maxwell          | Élan 6L8 6.0L V8                        | M     | 233   |
| Abd.  | GTS       | 68 | Scorp Motorsport Communication                 | Luis Marques Olivier Thévenin Dominique Dupuis            | Chrysler Viper GTS-R                    | D     | 229   |
| Abd.  | GTS       | 68 | Scorp Motorsport Communication                 | Luis Marques Olivier Thévenin Dominique Dupuis            | Chrysler 8.0L V10                       | D     | 229   |
| Abd.  | GT        | 99 | XL Racing                                      | Ange Barde Michel Ferté Gaël Lesoudier                    | Ferrari 550 Maranello                   | P     | 227   |
| Abd.  | GT        | 99 | XL Racing                                      | Ange Barde Michel Ferté Gaël Lesoudier                    | Ferrari F131 5.5L V12                   | P     | 227   |
| Abd.  | LMP900    | 4  | Riley & Scott Racing                           | Jim Matthews Marc Goossens Christophe Tinseau             | Riley & Scott MkIIIC                    | M     | 214   |
| Abd.  | LMP900    | 4  | Riley & Scott Racing                           | Jim Matthews Marc Goossens Christophe Tinseau             | Ford (Yates) 6.0L V8                    | M     | 214   |
| Abd.  | LMP675    | 25 | Gérard Welter                                  | Bastien Brière Jean-René de Fournoux Stéphane Daoudi      | WR LMP02                                | M     | 176   |
| Abd.  | LMP675    | 25 | Gérard Welter                                  | Bastien Brière Jean-René de Fournoux Stéphane Daoudi      | Peugeot 3.0L V6                         | M     | 176   |
| Abd.  | GTS       | 80 | Veloqx Prodrive Racing                         | Anthony Davidson Kelvin Burt Darren Turner                | Ferrari 550 GTS Maranello               | M     | 176   |
| Abd.  | GTS       | 80 | Veloqx Prodrive Racing                         | Anthony Davidson Kelvin Burt Darren Turner                | Ferrari F131 5.9L V12                   | M     | 176   |
| Abd.  | LMP900    | 14 | Team Nasamax McNeil Engineering                | Romain Dumas Robbie Sterling Werner Lupberger (en)        | Reynard 01Q                             | G     | 138   |
| Abd.  | LMP900    | 14 | Team Nasamax McNeil Engineering                | Romain Dumas Robbie Sterling Werner Lupberger (en)        | Cosworth XDE 2.7L Turbo V8 (Bioéthanol) | G     | 138   |
| Abd.  | GT        | 95 | Risi Competizione                              | Shane Lewis Butch Leitzinger Johnny Mowlem                | Ferrari 360 Modena GT                   | Y     | 138   |
| Abd.  | GT        | 95 | Risi Competizione                              | Shane Lewis Butch Leitzinger Johnny Mowlem                | Ferrari F133 3.6L V8                    | Y     | 138   |
| Abd.  | GT        | 83 | Seikel Motorsport                              | "Tony" Burgess (de) David Shep Andrew Bagnall             | Porsche 911 GT3 RS (996)                | Y     | 134   |
| Abd.  | GT        | 83 | Seikel Motorsport                              | "Tony" Burgess (de) David Shep Andrew Bagnall             | Porsche 3.6L Flat-6                     | Y     | 134   |
| Abd.  | LMP675    | 27 | Intersport Racing                              | Jon Field Duncan Dayton Rick Sutherland                   | MG-Lola EX257                           | G     | 107   |
| Abd.  | LMP675    | 27 | Intersport Racing                              | Jon Field Duncan Dayton Rick Sutherland                   | MG (AER) XP20 2.0L Turbo I4             | G     | 107   |
| Abd.  | GT        | 92 | Dewalt Racesports Salisbury                    | Mike Jordan Michael Caine (en) Tim Sugden                 | TVR Tuscan T400R                        | D     | 93    |
| Abd.  | GT        | 92 | Dewalt Racesports Salisbury                    | Mike Jordan Michael Caine (en) Tim Sugden                 | TVR Speed Six 4.0L I6                   | D     | 93    |
| Abd.  | GTS       | 66 | Konrad Motorsport                              | Franz Konrad Toni Seiler Walter Brun                      | Saleen S7-R                             | D     | 91    |
| Abd.  | GTS       | 66 | Konrad Motorsport                              | Franz Konrad Toni Seiler Walter Brun                      | Ford 7.0L V8                            | D     | 91    |
| Abd.  | LMP900    | 21 | Edouard Sezionale                              | Patrice Roussel Edouard Sezionale Lucas Lasserre          | Norma M2000-2                           | D     | 82    |
| Abd.  | LMP900    | 21 | Edouard Sezionale                              | Patrice Roussel Edouard Sezionale Lucas Lasserre          | Ford (Roush) 6.0L V8                    | D     | 82    |
| Abd.  | LMP675    | 31 | Courage Compétition                            | David Hallyday Philippe Alliot Carl Rosenblad             | Courage C65                             | M     | 41    |
| Abd.  | LMP675    | 31 | Courage Compétition                            | David Hallyday Philippe Alliot Carl Rosenblad             | JPX 3.4L V6                             | M     | 41    |
| Abd.  | LMP900    | 10 | Audi Sport UK                                  | Frank Biela Perry McCarthy Mika Salo                      | Audi R8                                 | M     | 28    |
| Abd.  | LMP900    | 10 | Audi Sport UK                                  | Frank Biela Perry McCarthy Mika Salo                      | Audi 3.6L Turbo V8                      | M     | 28    |
| Abd.  | LMP675    | 23 | Team Bucknum Racing                            | Jeff Bucknum Bryan Willman Chris McMurry                  | Pilbeam MP91                            | D     | 27    |
| Abd.  | LMP675    | 23 | Team Bucknum Racing                            | Jeff Bucknum Bryan Willman Chris McMurry                  | JPX 3.4L V6                             | D     | 27    |
| Abd.  | GT        | 91 | Dewalt Racesport Salisbury                     | Rob Barff Richard Hay Richard Stanton                     | TVR Tuscan T400R                        | D     | 11    |
| Abd.  | GT        | 91 | Dewalt Racesport Salisbury                     | Rob Barff Richard Hay Richard Stanton                     | TVR Speed Six 4.0L I6                   | D     | 11    |
| Abd.  | GTS       | 61 | Carsport America                               | Mike Hezemans Anthony Kumpen David Hart                   | Pagani Zonda GR                         | P     | 10    |
| Abd.  | GTS       | 61 | Carsport America                               | Mike Hezemans Anthony Kumpen David Hart                   | Mercedes-Benz AMG 6.0L V12              | P     | 10    |
| N. p. | LMP900    | 20 | Lister Racing                                  | Jamie Campbell-Walter Nathan Kinch Vincent Vosse          | Lister Storm LMP                        | D     | -     |
| N. p. | LMP900    | 20 | Lister Racing                                  | Jamie Campbell-Walter Nathan Kinch Vincent Vosse          | Chevrolet LS1 6.0L V8                   | D     | -     |

Détails :
- La no 24 WR LH 2001 et la no 85 Spyker C8 n'ont pas été classées pour cause de distance parcourue insuffisante (moins de 70 % de la distance parcourue du 1er).
- La no 64 Saleen S7-R n'a pas été classée, bien qu'elle ait parcourue la distance minimum requise, parce qu'elle n'a pas franchi la ligne d'arrivée pour cause d'arrêt au bord de piste en raison d'un problème de boîte de vitesses survenu 70 minutes avant la fin de la course. L'abandon n'a pas été déclaré officiellement par Graham Nash Motorsport.

## Pole position et record du tour
- Pole position : Tom Kristensen sur no 7 Team Bentley en 3 min 32 s 843.
- Meilleur tour en course : Johnny Herbert sur no 8 Team Bentley en 3 min 35 s 529 au 236e tour.

## Tours en tête
- no 7 Bentley Speed 8 - Team Bentley : 369 (1-8 / 9-12 / 15-21 / 25 / 27-376)
- no 8 Bentley Speed 8 - Team Bentley : 4 (9 / 22-24)
- no 10 Audi R8 - Audi Sport UK : 1 (13)
- no 6 Audi R8 - Champion Racing : 1 (14)
- no 5 Audi R8 - Audi Sport Japan Team Goh : 1 (26)

## À noter
- Longueur du circuit : 13,650 km
- Distance parcourue : 5 145,571 km
- Vitesse moyenne : 214,399 km/h
- Écart avec le 2e : 32,818 km
- 220 000 spectateurs